# قط بامبينو
قط بامبينو (بالإنجليزية: Bambino cat)‏ ، هي سلالة قطط نتجت عن تهجين بين قط سفينكس وبين قط مونتشكين .

## الخلفية
تم تسجيل أول ولادة لقطيطات بامبينو في عام 2005.